# جاك إيكلس
جاك إيكلس (بالإنجليزية: Jack Eccles)‏ (31 مارس 1869 في المملكة المتحدة - 2 فبراير 1932) هو لاعب كرة قدم بريطاني (وحمل سابقاً جنسية المملكة المتحدة لبريطانيا العظمى وأيرلندا) في مركز الدفاع. لعب مع ستوك سيتي.